# Parapenaeus lanceolatus
Parapenaeus lanceolatus is een tienpotigensoort uit de familie van de Penaeidae. De wetenschappelijke naam van de soort is voor het eerst geldig gepubliceerd in 1949 door Kubo.